# Gilovics-ház
A Gilovics-ház (a román sajtóban casa călăului [a hóhér háza]) Kolozsvár egyik barokk épülete volt a Petőfi utcában.

## Elnevezése
A magyar szakirodalomban használt nevét a 19. század végén, 20. század elején itt lakó Gilovics családról kapta. 
A román sajtó casa călăului [a hóhér háza] néven emlegeti, egy legendára hivatkozva, amely szerint a házban a városi hóhér lakott volna. Virgil Pop műépítész, műemlékvédelmi szakember szerint „az a hiedelem, hogy a házban hóhér lakott volna, a két világháború között kitalált mítosz;” ez állítólag egy magyarországi újságíró cikkében fordult elő először.

## Története
Feltehetőleg az 1820-as évek végén, 1830-as évek elején épült. Egy 1831-ben készült térképen már szerepel „Thorda felé a Felekre menő postaút” 132. számú telkén. Első ismert tulajdonosa gróf Bethlen Pál volt 1869-ben; elképzelhető, hogy ő volt az építtető is. További tulajdonosai: Nagy Róza (1904), özv. Nagy Sándorné (1914), Papszt Kálmán (1943).
Az utca feltöltése után a ház olyan hatást keltett a járda szintjéhez közeli ablakaival, mintha a földbe süppedt volna. Ezt az állapotát örökítette meg Ignácz Rózsa Anyanyelve magyar című művében.
Az 1953. évi műemlék-összeíráskor már igen elhanyagolt állapotban volt. A házat 1978-ban lebontásra ítélték, lakóit kiköltöztették.
1997-ben öt hajléktalan roma család, összesen harmincegy fő költözött az akkor már évtizedek óta lakatlanul álló házba. 2000-ben a városi tanács tíz évre szóló szerződést kötött a Med-Eset Alapítvánnyal, amelynek értelmében az alapítvány a műemléki szempontokat is figyelembe vevő felújítás ellenében használhatja az épületet; a tatarozás azonban el sem kezdődött.
2001. április 4-éről 5-ére virradó éjjel a ház leégett; a polgármesteri hivatalban ismét szóba került a műemléki védettséget élvező ház bontása; ekkor a ház 75%-ban a város, 25%-ban magánszemélyek tulajdonában állt. Az életveszélyes romok között lakó családokat 2002. novemberben kilakoltatták, és az épületet a  műemlék-felügyelőség tiltása ellenére bontani kezdték. A műemlék-felügyelőség kérésére a rendőrség közbelépett, de addigra a ház nagyobb részét már lebontották.
Virgil Pop többször hangoztatott véleménye szerint a polgármesteri hivatal tudatosan hagyta leromlani az épület állagát, mivel a telek értékesebb a műemlék-épület nélkül. A lebontásért felelős személyek elleni nyomozás 2011-ben vádemelés nélkül fejeződött be.
2003-ban az épületet elkerítették, hogy megakadályozzák a további beköltözéseket.
Az országos műemlékjegyzékben CJ-II-m-B-07367 kódszámon szereplő épületet 2010-ben lebontották.

## Leírása
A ház mintegy ikerháza volt a Majális utca 10. szám alatti, 1938-ban lebontott Mátéffy-háznak. Stílusa késő barokk, illetve átmenet a barokk és klasszicizmus között. A földszintes, L alakú alaprajzú ház utca felőli részén, középen két ablakos emelet volt. Az itt lakó Gilovics József kádármester neve és a mesterségét jelképező hordó 2002-ig a ház homlokzatán volt olvasható.
Jellegzetességei közé tartozott a bejárati nagykapu faragott oszlopokra támaszkodó boltozata, az épületszárnyakat fedő süvegkupolák, az emeleti szobák mennyezetének stukkói.